# Masao Shimizu
Masao Shimizu (清水将夫 Shimizu Masao?, n. 5 octombrie 1908, Tokyo⁠(d), Tōkyō, Japonia – d. 5 octombrie 1975, Tokyo⁠(d), Tōkyō, Japonia) a fost un actor de film japonez.

## Biografie
Masao Shimizu a apărut în peste 270 de filme între 1931 și 1971. Unul dintre rolurile sale cele mai cunoscute este cel al superintendentului Kikui din filmul Sanjuro (1962) al lui Akira Kurosawa.

## Filmografie selectivă
- 1937: L'Impasse de l'amour et de la haine (愛怨峡 Aien kyo?), regizat de Kenji Mizoguchi
- 1941-1942: La Vengeance des 47 rōnin (元禄忠臣蔵 前篇 Genroku Chushingura?), regizat de Kenji Mizoguchi (film în două părți)
- 1946: Je ne regrette pas ma jeunesse (わが青春に悔なし Waga seishun ni kuinashi?), regizat de Akira Kurosawa - profesorul Hakozaki[4]
- 1947: Encore une fois (今ひとたびの Ima hitotabi no?), regizat de Heinosuke Gosho - detectivul
- 1947: Le Bal de la famille Anjo (安城家の舞踏会 Anjō-ke no butōkai'?), regizat de Kōzaburō Yoshimura - Ryūzaburō Shinkawa
- 1947: Quatre histoires d'amour (四つの恋の物語 Yottsu no koi no monogatari?), regizat de Shirō Toyoda, Mikio Naruse, Kenta Yamazaki și Teinosuke Kinugasa[5]
- 1947: Un merveilleux dimanche (素晴らしき日曜日 Subarashiki nichiyobi?), regizat de Akira Kurosawa - responsabilul sălii de dans[5]
- 1948: L'Ange ivre (酔いどれ天使 Yoidore tenshi?), regizat de Akira Kurosawa - bossul[6]
- 1949: Chien enragé (野良犬 Nora inu?), regizat de Akira Kurosawa - Nakamura, soțul unei victime[7]
- 1950: Scandale (醜聞 Shubun?), regizat de Akira Kurosawa - judecătorul[8]
- 1950: La Bête blanche (白い野獣 Shiroi yaju?), regizat de Mikio Naruse
- 1951: Qui connaît le cœur d'une femme ? (女ごころ誰が知る Onnagokoro dare ka shiru?), regizat de Kajirō Yamamoto[9]
- 1952: La Vie d'O'Haru femme galante (西鶴一代女 Saikaku ichidai onna?), regizat de Kenji Mizoguchi - Kikuoji[10]
- 1952: Les Enfants d'Hiroshima (原爆の子 Gembaku no ko?), regizat de Kaneto Shindō
- 1952: Vivre (生きる Ikiru?), regizat de Akira Kurosawa - medicul[11]
- 1953: Epitome (縮図 Shukuzu?), regizat de Kaneto Shindō
- 1953: La Porte de l'enfer (地獄門 Jigokumon?), regizat de Teinosuke Kinugasa
- 1953: Épouse (妻 Tsuma?), regizat de Mikio Naruse
- 1953: Himawari musume (ひまわり娘?), regizat de Yasuki Chiba - tatăl lui Setsuko[12]
- 1953: Eagle of the Pacific (太平洋の鷲 Taiheiyō no washi?), regizat de Ishirō Honda - comandorul Kashima[13]
- 1954: L'Intendant Sansho (山椒大夫 Sanshō dayū?), regizat de Kenji Mizoguchi
- 1955: Vivre dans la peur (生きものの記録 Ikimono no kiroku?), regizat de Akira Kurosawa - directorul fabricii[14]
- 1958: La Vengeance des loyaux serviteurs (忠臣蔵 Chūshingura?), regizat de Kunio Watanabe - Dewanokami Yanagisawa
- 1962: Sanjuro (椿三十郎 Tsubaki Sanjūrō?), regizat de Akira Kurosawa - superintendentul Kikui[15]
- 1963: Les Ailes du Pacifique (太平洋の翼 Taiheiyo no tsubasa?), regizat de Shūe Matsubayashi[16]
- 1963: La Jeunesse de la bête (野獣の青春 Yaju no seishun?), regizat de Seijun Suzuki
- 1963: Entre le ciel et l'enfer (天国と地獄 Tengoku to jigoku?), regizat de Akira Kurosawa - gardianul închisorii[17]
- 1968: Le Soleil de Kurobe (黒部の太陽 Kurobe no taiyō?), regizat de Kei Kumai - profesorul de geologie[18]
- 1969: Furin kazan (風林火山 Furin kazan?), regizat de Hiroshi Inagaki[19]
- 1969: Battle of the Japan Sea, regizat de Seiji Maruyama - Tozuka[20]
- 1972: Otoko wa tsurai yo: Torajirō yumemakura (男はつらいよ 寅次郎夢枕?), regizat de Yōji Yamada - profesorul Yunaka

## Legături externe
- Masao Shimizu la Internet Movie Database
- Masao Shimizu pe Japanese Movie Database